# بين ألغار
بين ألغار (بالإنجليزية: Ben Algar)‏ هو لاعب كرة قدم بريطاني في مركز الهجوم، ولد في 3 ديسمبر 1989 في درونفيلد ‏ في المملكة المتحدة. لعب مع نادي تشيسترفيلد.

## وصلات خارجية
- بين ألغار على موقع قاعدة بيانات كرة القدم.إي يو (الإنجليزية)
- بين ألغار على موقع Soccerbase.com (لاعب) (الإنجليزية)